# Agyra agola
Agyra agola är en fjärilsart som beskrevs av Druce 1890. Agyra agola ingår i släktet Agyra och familjen nattflyn. Inga underarter finns listade i Catalogue of Life.